# Rete filoviaria di Ferrara
La rete filoviaria di Ferrara, composta di 2 linee urbane, fu in servizio dal 1938 al 1975.

## Storia
La rete filoviaria ferrarese entrò in servizio il 28 ottobre 1938 in sostituzione delle tranvie urbane, il cui esercizio era divenuto troppo oneroso.
Vi erano 2 linee:
- 1 stazione FS - Castello Estense - Porta Mare
- 2 stazione FS - Castello Estense - San Giorgio

L'esercizio fu affidato alla Società Trasporti Urbani (STU), azienda del gruppo Fiat, divenuta nel 1956 Azienda Trasporti Autofiloviari Municipali (ATAM).
Inizialmente si prevedeva di estendere l'esercizio filoviario fino alla frazione di Pontelagoscuro, in sostituzione della tranvia extraurbana, ma tale progetto non fu realizzato a causa della guerra. Anche il progetto del dopoguerra di ampliare la rete, servendo la zona del Foro Boario, non fu realizzato, e la rete rimase così immutata fino alla soppressione, il 25 febbraio 1975.

## Mezzi
| Numeri             | Anno | Telaio       | Carrozzeria | Parte elettrica |
| ------------------ | ---- | ------------ | ----------- | --------------- |
| 1 a 6              | 1938 | Fiat 635/555 | Cansa       | Marelli         |
| 7, 8               | 1941 | Fiat 635/565 | Varesina    | Marelli         |
| 9                  | 1955 | Fiat 2404    | Menarini    | TIBB            |
| 10, 11             | 1958 | Fiat 2404    | Varesina    | TIBB            |
| 3II, 5II a 8II, 12 | 1962 | Fiat 2404    | Menarini    | TIBB            |